# Beniamin (Kononow)
Beniamin, imię świeckie: Wasilij Wasiliewicz Kononow (ur. 1869 w guberni archangielskiej, zm. 17 kwietnia 1928) – rosyjski mnich prawosławny, nowomęczennik.

## Życiorys
Pochodził z rodziny chłopskiej. W 1893 zatrudnił się w Monasterze Sołowieckim, który odwiedzał jeszcze w dzieciństwie, jako pracownik fizyczny. Po czterech latach został w tym samym klasztorze posłusznikiem. W 1903 złożył wieczyste śluby mnisze przed archimandrytą Joannicjuszem, przyjmując imię Beniamin na cześć świętego męczennika Beniamina Synajskiego. W 1905 przyjął święcenia diakońskie, zaś w 1905 – kapłańskie. W monasterze uczył w szkole prowadzonej przez mnichów oraz opiekował się relikwiami świętych Zosimy i Sawwacjusza Sołowieckich. Od 1909 był również spowiednikiem braci.
W 1912 hieromnich Beniamin został przeniesiony do monasteru Antoniewo-Sijskiego w charakterze jego przełożonego, otrzymując równocześnie godność archimandryty. W roku następnym Świątobliwy Synod Rządzący nadał mu za pracę na rzecz Cerkwi prawo noszenia krzyża napierśnego, zaś w 1916 został odznaczony Orderem św. Anny.
W 1917 mnisi klasztoru Sołowieckiego doprowadzili do zdjęcia z funkcji dotychczasowego przełożonego wspólnoty, a jego następcą wybrali archimandrytę Beniamina. Wrócił on wówczas do swojego pierwszego monasteru. W 1918, po wydaniu dekretu o rozdziale państwa i Kościoła, przewidując przyszłą antycerkiewną działalność bolszewików, archimandryta postanowił ukryć w murach Monasteru Sołowieckiego przechowywane w nim najcenniejsze relikwie, zaś w ścianach cerkwi św. Mikołaja i soboru Przemienienia Pańskiego – najcenniejsze elementy wyposażenia monasteru.
Jesienią 1920 klasztor Sołowiecki został zamknięty. Pod koniec tego roku archimandryta Beniamin i pomagający mu w ukrywaniu kosztowności hieromnich Nikifor (Kuczin) zostali oskarżeni o zatajenie przed władzą radziecką posiadania kosztowności klasztornych oraz o ukrywanie broni. Mnichów skazano na pracę przymusową w Chołmogorach i uwolniono w 1922. Wówczas obaj przenieśli się do placówki filialnej swojego monasteru w Archangielsku, zaś po jej likwidacji zamieszkali u lekarza i aptekarza Aleksandra Lewiczewa. Latem 1926, za radą byłego posłusznika Monasteru Sołowieckiego, Stiepana Antonowa, obaj mnisi zamieszkali w samotnej chacie w odległości 40 km od wsi Korowkinskaja. Antonow odwiedzał ich i dowoził niezbędne do życia produkty.
17 kwietnia 1928 dom mnichów został napadnięty przez komsomolca W. Iwanowa oraz mieszkańca Korowkinskoj S. Jarygina, którzy sądzili, iż właśnie w nim zostały ukryte cenne przedmioty z Monasteru Sołowieckiego. Napastnicy kilkakrotnie strzelili w okno chaty, po czym wdarli się do środka, zaś po bezskutecznych poszukiwaniach kosztowności spalili obiekt razem ze znajdującymi się we wnętrzu mnichami. Szczątki zamordowanych odnalazł Stiepan Antonow 9 czerwca 1928; sprawców ustalono w toku śledztwa.
W 2000 archimandryta Beniamin (Kononow) i hieromnich Nikifor (Kuczin) zostali kanonizowani jako jedni z Soboru Nowomęczenników i Wyznawców Rosyjskich. W 2005 na miejscu ich spalonego domu przeprowadzono badania archeologiczne. Odnalezione w ich toku przedmioty przekazano reaktywowanemu Monasterowi Sołowieckiemu.